# Жуков, Иван Лаврентьевич
Ива́н Лавре́нтьевич Жу́ков — генерал-майор, герой Отечественной войны 1812 года и Освободительной войны 1813—1814 гг.

## Сведения о службе
- 1812—1822 — командир Новоингерманландского пехотного полка.

28 (16) мая 1812 года штаб офицер Новоингерманландского полка майор Жуков назначен командиром полка. Командовал полком в знаменитых сражениях под Смоленском, в Бородинском сражении, в сражении под Лейпцигом, 1 декабря 1814 года произведен в полковники, 7 апреля (26 марта) 1822 года полковник Жуков за ранами отставлен от службы с производством в генерал-майоры и поселился в городе Спасск Тамбовской губернии
- 1837—1840 — уездный предводитель дворянства в г. Спасск

## Отличия
За военные подвиги награждён:
- двумя золотыми шпагами с надписью «За храбрость» и серебряной медалью,
- орденом Святого Георгия 4-й степени за выслугу лет (1.12.1835),
- орденом Святой Анны 2-й степени с алмазами,
- орденом Святого Владимира 4-й степени,
- Прусским орденом.